# Acton (Maine)
Acton és una població dels Estats Units a l'estat de Maine (EUA). Segons el cens del 2000 tenia 2.145 habitants.

## Demografia
Segons el cens del 2000, Acton tenia 2.145 habitants, 855 habitatges, i 615 famílies. La densitat de població era de 22 habitants per km².
Dels 855 habitatges en un 30,3% hi vivien nens de menys de 18 anys, en un 62,5% hi vivien parelles casades, en un 6% dones solteres, i en un 28% no eren unitats familiars. En el 22% dels habitatges hi vivien persones soles el 8,7% de les quals corresponia a persones de 65 anys o més que vivien soles. El nombre mitjà de persones vivint en cada habitatge era de 2,51 i el nombre mitjà de persones que vivien en cada família era de 2,91.
Per edats la població es repartia de la següent manera: un 25,4% tenia menys de 18 anys, un 4,1% entre 18 i 24, un 28,2% entre 25 i 44, un 26,7% de 45 a 60 i un 15,6% 65 anys o més.
L'edat mediana era de 41 anys. Per cada 100 dones de 18 o més anys hi havia 98,1 homes.
La renda mediana per habitatge era de 39.036 $ i la renda mediana per família de 45.353 $. Els homes tenien una renda mediana de 32.500 $ mentre que les dones 24.643 $. La renda per capita de la població era de 19.447 $. Entorn del 7% de les famílies i el 10,5% de la població estaven per davall del llindar de pobresa.